# D.N.A.II
『D.N.A.II』（原題：DNA）は、1997年のアメリカ映画。
劇場未公開のビデオ映画。
原題は"DNA"であるが、本作品とは無関係の『モロー博士の島』の映画化作品の邦題が『D.N.A.』であったことから、『D.N.A.II』という邦題になった。日本では池袋シネマ・ロサにてレイトショーながら劇場公開された。

## ストーリー
熱帯雨林の古代文明の遺跡から異様な姿をした古代生物の化石が発見された。調査団の団長ウェッシンガー博士は同僚のアッシュが発見した昆虫の酵素で、この古代生物の再生を目論む。数年後、ジャングルで原住民が正体不明の怪物に大量虐殺される事件が発生し、原因究明のため現地に派遣されたアメリカ領事館のクレアはアッシュに協力を求める。彼は今回の事件にウェッシンガー博士が関係していると知り、捜査に協力する。2人は犠牲者の遺児マツの案内で現地に向かうが、神殿で正体不明の怪物に襲われる。それがウェッシンガー博士が古代生物の化石から採取したDNAと酵素を掛け合わせて作った生物兵器でしかも化石の主の正体が大昔に地球にやって来たエイリアンであった事をウェッシンガー博士の研究データの解析で突き止めた。高圧電流の流れるフェンスの中に怪物を閉じ込めた2人に、怪物を死の商人に売り払い、金儲けを企む博士の傭兵軍団が迫ってくる。マツは怪物の犠牲になった。アッシュは、カブト虫の毒が怪物の弱点だと村人たちから教わり、毒を自分とクレアに付けて罠を仕掛けて怪物に臨む。怪物に追いつめられた彼は、村人やクレアの援護を受けて、すんでのところで怪物を倒すのだった。

## スタッフ
- 監督：ウィリアム・メサ
- 製作：パトリック・D・チョイ、ナイル・ニアミ
- 製作総指揮：ポール・L・ニューマン
- 脚本：ニック・デイヴィス
- 撮影：ジェリー・リヴリー
- 音楽：クリストファー・L・ストーン
- 編集：エドワード・R・アブロムス
- 特殊メイク：KNB FXグループ（英語版）

## キャスト
| 役名                       | 俳優                         | 日本語吹替 | 日本語吹替                                                                       |
| 役名                       | 俳優                         | VHS・DVD版 | テレビ東京版                                                                     |
| -------------------------- | ---------------------------- | ---------- | -------------------------------------------------------------------------------- |
| アッシュ・マットリー博士   | マーク・ダカスコス           | 小杉十郎太 | 井上和彦                                                                         |
| カール・ウェッシンガー博士 | ユルゲン・プロホノフ         | 谷口節     | 内海賢二                                                                         |
| クレア・サマーズ           | カイリー・トラヴィス         | 伊藤美紀   | 島本須美                                                                         |
| マツ                       | トーマス・タウス・Jr.        | 近藤玲子   | 大谷育江                                                                         |
| ローレン・アゼンフェルド   | ロジャー・アーロン・ブラウン | 安井邦彦   | 辻親八                                                                           |
| ハットン                   | ジョン・H・ブレナン          | 星野充昭   | 古田信幸                                                                         |
| 役不明又はその他           |                              |            | 天田益男 室園丈裕 棚田恵美子 丸山詠二 岩松廉 坂口賢一 高宮俊介 林佳代子 三浦智子 |
|                            |                              |            |                                                                                  |
| 演出                       |                              |            | 高橋剛                                                                           |
| 翻訳                       |                              |            | 宇津木道子                                                                       |
| 調整                       |                              |            | 山田太平                                                                         |
| 効果                       |                              |            | リレーション                                                                     |
| 担当                       |                              |            | 鍛治谷功 岩田敦彦                                                                |
| 配給                       |                              |            | メディアビジョン                                                                 |
| プロデューサー             |                              |            | 深澤幹彦 渡邉一仁                                                                |
| 制作                       |                              |            | テレビ東京 ムービーテレビジョン                                                  |
| 制作協力                   |                              |            | 武市プロダクション                                                               |
| 初回放送                   |                              |            | 1998年5月28日 『木曜洋画劇場』                                                   |